# Erica consobrina
Erica consobrina är en ljungväxtart som beskrevs av Guthrie och Bolus. Erica consobrina ingår i släktet klockljungssläktet, och familjen ljungväxter. Inga underarter finns listade i Catalogue of Life.